# Campionati mondiali di bob 1947
I Campionati mondiali di bob 1947, nona edizione della manifestazione organizzata dalla Federazione Internazionale di Bob e Skeleton, si sono disputati a Sankt Moritz, in Svizzera sulla pista Olympia Bobrun St. Moritz–Celerina, il tracciato naturale sul quale si svolsero le competizioni del bob e dello skeleton ai Giochi di Sankt Moritz 1928 e le rassegne iridate maschili del 1931, del 1935, del 1937 (limitatamente al bob a quattro), del 1938 e del 1939 (solo bob a due). La località elvetica ha ospitato quindi le competizioni mondiali per la quarta volta nel bob a quattro e per la terza nel bob a due uomini.

Per la prima volta nella storia dei campionati si disputarono entrambe le gare in un'unica sede. 
L'edizione ha visto dominare gli la Svizzera che si aggiudicò entrambe le medaglie d'oro e una d'argento sulle sei assegnate in totale, lasciando al Belgio un argento e un bronzo e alla Francia un bronzo. I titoli sono stati infatti conquistati nel bob a due uomini da Fritz Feierabend e Stephan Waser e nel bob a quattro dagli stessi Feierabend e Waser, insieme ai compagni Friedrich Waller e Felix Endrich.

## Risultati

### Bob a due uomini
| Pos. | Atleti                         | Nazione  |
| ---- | ------------------------------ | -------- |
|      | Fritz Feierabend Stephan Waser | Svizzera |
|      | Felix Endrich Friedrich Waller | Svizzera |
|      | Max Houben Jacques Mouvet      | Belgio   |

### Bob a quattro
| Pos. | Atleti                                                        | Nazione  |
| ---- | ------------------------------------------------------------- | -------- |
|      | Fritz Feierabend Friedrich Waller Felix Endrich Stephan Waser | Svizzera |
|      | Max Houben Claude Houben Albert Lerat Jacques Mouvet          | Belgio   |
|      | Achille Fould Henri Evrot Robert Dumont William Hirigoyen     | Francia  |

## Medagliere
| Posizione | Nazione  | Oro | Argento | Bronzo | Totale |
| --------- | -------- | --- | ------- | ------ | ------ |
| 1         | Svizzera | 2   | 1       | 0      | 3      |
| 2         | Belgio   | 0   | 1       | 1      | 2      |
| 2         | Francia  | 0   | 0       | 1      | 1      |
| Totale    | Totale   | 2   | 2       | 2      | 6      |